# Turning Japanese
Turning Japanese è un singolo del gruppo musicale inglese The Vapors, pubblicato nel 1980 dalla United Artists Records.
(Turning Japanese)

## Il disco
È il secondo singolo della band, considerato quello dal più alto successo mediatico, classificandosi al terzo posto della Official Singles Chart inglese, dove rimase per tredici settimane. Sul lato b si trova Here Comes the Judge in versione live, canzone inedita inserita nella ristampa di New Clear Days su etichetta Captain Oi! del 2000.

## Il brano
Il reale significato del brano non è ancora del tutto conosciuto, anche se si suppone che sia un riferimento eufemistico alla masturbazione, ma il compositore, nonché cantante, David Fenton continua a cambiare versione al riguardo.
(David Fenton)
Il brano inizia con un riff orientaleggiante di chitarra eseguito da Ed Bazalgette, a cui poi si unisce un sintetizzatore come altre volte durante tutto il prosieguo della canzone, e si compone di una struttura classica di strofe, ritornelli e assolo.

## Tracce

### Lato A
Testi e musiche di David Fenton, Edward Bazalgette.
1. Turning Japanese – 3:44

### Lato B
1. Here Comes the Judge (live) – 6:34

## Videoclip
Il videoclip che accompagna la canzone è stato realizzato da Russell Mulcahy. Il video è centrato all'interno di un ambiente chiuso, probabilmente una casa, dai tipici tratti giapponesi all'interno del quale la band suona, mentre il cantante David Fenton è intento a scattare foto istantanee alternandosi a figure tipiche giapponesi come un samurai ed una geisha.

## Curiosità
Il brano Turning Japanese è stato successivamente utilizzato come colonna sonora nel film statunitense Charlie's Angels, e come brano all'interno del videogioco della Harmonix Music Systems Guitar Hero: Rocks the 80s.

## Formazione
- David Fenton- cantante, chitarrista
- Steve Smith - basso e cori
- Ed Bazalgette - chitarra
- Howard Smith - batteria